# Geochelone vulcanica
La tortuga gegant de Gran Canària (Geochelone vulcanica) és una espècie extinta de tortuga de la família Testudinidae. Era endèmica de l'illa de Gran Canària (Illes Canàries).
Es tracta d'una de les dues espècies descrites de tortugues terrestres gegants que van habitar les illes Canàries fins al Plistocè superior. L'altra espècie és Geochelone burchardi trobada jaciments de l'illa de Tenerife.
Geochelone vulcanica fue descrita por López-Jurado & Mateo en 1993. Geochelone vulcanica va ser descrita per López-Jurado i Mateu el 1993. Es creu que els ancestres d'aquestes dues espècies de tortugues gegants van arribar a les illes Canàries procedents del nord d'Àfrica. La majoria de les restes de Geochelone vulcanica corresponen a ous i nius parcialment complets, pertanyents al Mio-Pliocè. Tenia una closca de 61 cm pel que era lleugerament més petita que Geochelone burchardi la closca mesurava aproximadament entre 65 i 94 cm.
A Lanzarote i Fuerteventura també s'han trobat restes d'ous fossilitzats de tortugues gegants endèmiques, si bé no han estat encara convenientment descrites i indentificades.